# Angenstein
Das Schloss Angenstein ist eine mittelalterliche Burg und befindet sich auf dem Gebiet der Gemeinde Duggingen (Kanton Basel-Landschaft).

## Lage
Die Burg erhebt sich als markantes Gebäude oberhalb einer engen Schlucht (Klus) der Birs zwischen Aesch und Duggingen. Durch die Klus von Angenstein zwängen sich neben dem Fluss auch die Strasse von Basel nach Delsberg sowie die Trassee der Jurabahn, die in einem kurzen Bahntunnel unter dem Schloss durchführt. Auf dem gegenüberliegenden Birsufer liegen das zum Gesamtkomplex gehörige Zollhaus sowie das Wirtshaus.

## Anlage
Der ursprüngliche Zugang zur Burg Angenstein stieg unmittelbar von der Birsbrücke auf der westlichen Seite des Felskopfes zur Burg hinauf. Der heutige Zugang auf dem Sattel im Nordosten des Schlosses ist neuzeitlich zugefügt worden. Der alte Weg führte zu einem kleinen Zwinger (auf Abbildungen von Emanuel Büchel sichtbar, nicht erhalten) und dann zum ersten eigentlichen Burgtor.

Die äussere Ringmauer, die mit Scharten und Wehrgang ausgestattet war, wurde – sofern nicht in Gebäude integriert – bei der Umgestaltung der Burg zum Schloss bis auf die Höhe von Gartenmauern abgetragen. Der innere Bering schützte den Donjon auf der West-, Nord- und Nordostseite und konnte durch das zweite Tor an der Westseite passiert werden. Auf dieser Ringmauer aufgesetzt sind seit etwa 1560 Fachwerkgebäude, die zwei Wohnungen enthalten. 

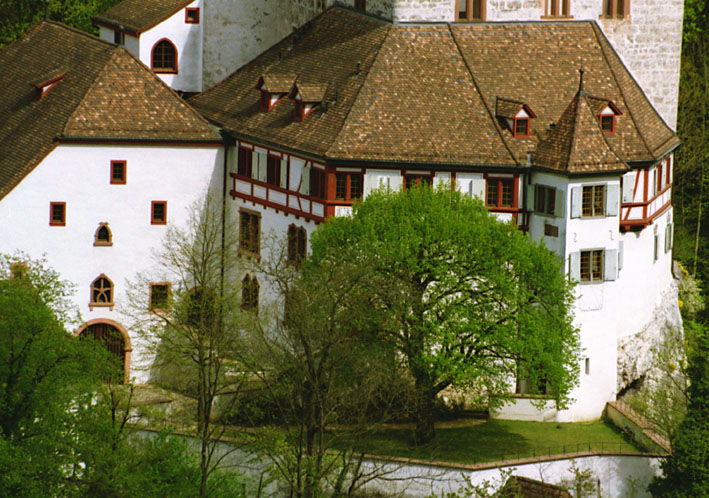
Wohnungen auf dem inneren Bering (April 2009)

Der Donjon hat eine Dimension von 16 auf 19 Meter und eine Mauerstärke von 2 Metern. Er ist zwar heute leer, aber die Mauern sind noch bis zur vollen Höhe der ursprünglich 5 Geschosse erhalten. An der Aussenseite sind noch sehr gut eine ganze Reihe von Balkenlöchern zu erkennen, die einen hölzernen Laubengang trugen. Zuoberst auf der Mauerkrone des Donjon verlief ein Wehrgang: Das Pyramidendach setzte erst auf der Innenkante der Mauer des Donjon auf.
Aus dem Donjon gelangt man in die Burgkapelle (St. Anna und St. Wendelin geweiht). Die Kapelle wird heute noch durch ein 1562 eingebautes Glasfenster geschmückt (Triptychon mit Karfreitag, Weihnacht und Pfingsten). Der Kanton Basel-Landschaft bietet die Möglichkeit an, Trauungen im Schloss Angenstein durchzuführen (Kontakt: Zivilstandsamt Laufen).
Seit 1870 ist die Anlage untertunnelt: Mit dem Bau der Jurabahn (heute SBB) musste der Burgfelsen auf einer Länge von 64 Metern durchschlagen werden, da die enge Klus für die Bahngeleise nicht genügend Platz bot.

## Geschichte
Der Name des Schlosses ist der Lage entsprechend gewählt, denn Angenstein heisst «enger Stein» (nicht zu verwechseln mit der Ruine Engenstein). Die Motivation zur Gründung der Burg Mitte des 13. Jahrhunderts wird wohl in der Möglichkeit zur Schaffung von Eigengut gelegen haben und nicht bei der Zollerhebung: Der Durchgang ins Laufental erfolgte zu der Zeit noch weitgehend über den Blattenpass, da die Enge im Chessiloch bis in die Mitte des 18. Jahrhunderts nicht passierbar war.
Auf Grund der schlechten Quellenlage sind die Erbauer des Schlosses nicht eruierbar: Müller vermutet die Grafen von Pfirt (Ferrette), während Meyer die bischöflichen Ministerialen Münch als mögliche Burgenbauer bezeichnet. Bereits 1271 lag aber die Hälfte der Güter und Rechte in der Hand des Bischofs von Basel, der mit seiner Hälfte die Grafen von Thierstein beleiht. Auf jeden Fall verleihen vor der Mitte des 14. Jahrhunderts die beiden Lehensgeber Habsburg-Laufenburg und Bischof von Basel die Festung an die Grafen von Thierstein und diese an den Zweig der Münch von Landskron. Diese reparieren die Burg nach Schäden im Basler Erdbeben 1356 umgehend wieder und nutzen sie, bis das Geschlecht der Münch von Landskron mit dem Tode von Hans Münch 1460 ausstirbt.
Damit fällt das Lehen wieder an die Thiersteiner zurück, und diese belehnen Veltin von Neuenstein mit der Festung. Dieser liegt aber im Streit mit der Stadt Basel, und nach mehreren gewaltsamen Übergriffen beginnt Basel Druck aufzubauen, so dass die Thiersteiner 1486 das Lehen an Friedrich Kilchmann und Elisabeth Offenburg weitergeben. Nachdem 1494 die Burg abbrennt, wird sie von Ludwig Kilchmann, dem Bruder und Vogt, wieder instand gesetzt. Beim Brand 1517 wird der dannzumalige Besitzer Wolfgang von Lichtenfels getötet. Nach dem Brand und dem Aussterben der Thiersteiner 1519 geht ein Gerangel zwischen Solothurn und dem Basler Bischof um die Burgruine und die damit verbundenen Güter und Rechte los, das der Bischof 1522 für sich entscheiden kann. Allerdings nur mit der Auflage, dass die Festung nicht mehr aufgebaut werden darf.

Als sich die Wogen etwas geglättet haben, wird 1557 der Kanzler Wendelin Zipper von seinem Bischof Melchior von Lichtenfels mit der Ruine beliehen und beginnt sie in den Jahren um 1560 wiederaufzubauen. Allerdings darf er auf Druck Solothurns die Anlage nicht mehr zu einer Festung ausbauen: So bleibt der Donjon leer, und es werden diverse Fachwerkbauten errichtet, die den Betrieb sicherstellen (Wohnbauten, Ökonomiebauten, Kapelle). Die Burg beginnt sich in ein Schloss zu verwandeln. Die ganze Anlage bleibt bis 1751 im Besitz der Familie Zipper: Einen Unterbruch bildet dabei die Besetzung von 1637 bis 1640 durch schwedische Truppen im Dreissigjährigen Krieg: Weil die angeforderten eidgenössischen Truppen zu spät kommen, kann Herzog Bernhard von Weimar die Burg als Hauptquartier verwenden. 

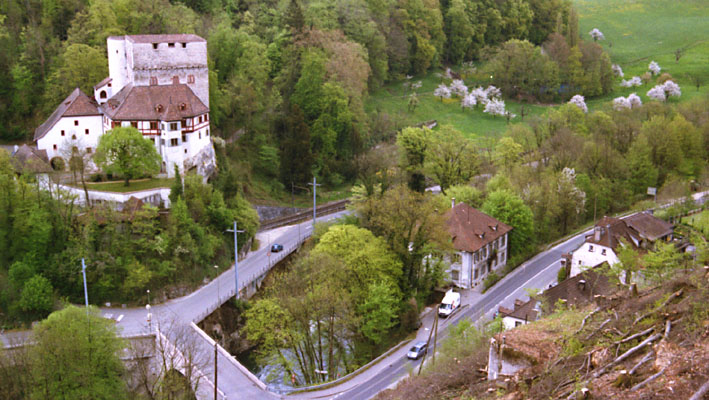
V. l. n. r. Schloss, Brücke, Zollhaus und Wirtshaus (April 2009)

Nach 1751 geht das Schloss an die – mit der Familie Zipper verwandten – Familien Noël und de Grandvillars über und bleibt in den Revolutionswirren unbeschädigt, da es sich um Privatbesitz handelt. Der letzte Vertreter dieser Familien ist Jean Michel Noël, der zu Beginn des 19. Jahrhunderts stirbt. Im Rahmen der Beschlüsse des Wiener Kongresses fällt 1815 das Schloss in den Bereich des Kantons Bern, bleibt aber Privatbesitz (seit Mitte 19. Jahrhundert im Besitz der Familie Bertschi und Nachkommen).
Seit 1951 ist das Schloss Angenstein im Besitz des Kantons Basel-Stadt. 1984 brannte das Schloss zum letzten Mal ab und wurde bis 1991 wieder instand gesetzt. Die zwei Glocken der Burgkapelle, die 1826 eingesetzt wurden, blieben nach dem Brand von 1984 'verschwunden'; sie wurden im Frühjahr 2010 von einem Hobbyarchäologen im nahegelegenen Wald aus ihrem unfreiwilligen Versteck wieder ausgegraben.
Die beiden erwähnten Wohnungen sind bewohnt, was die Zugänglichkeit des Schlosses einschränkt: Bei einem Besuch ist aber auch von aussen her die Anlage gut zu studieren.
Das zur Gesamtanlage zugehörige Zollhaus ist heute zu Wohnzwecken vermietet, während das Wirtshaus immer noch als Restaurant in Betrieb ist.
Eine Pfadfinderabteilung und einige andere Organisationen und Unternehmen in der Umgebung sind nach dem Schloss benannt.

## Sperrstelle Angenstein

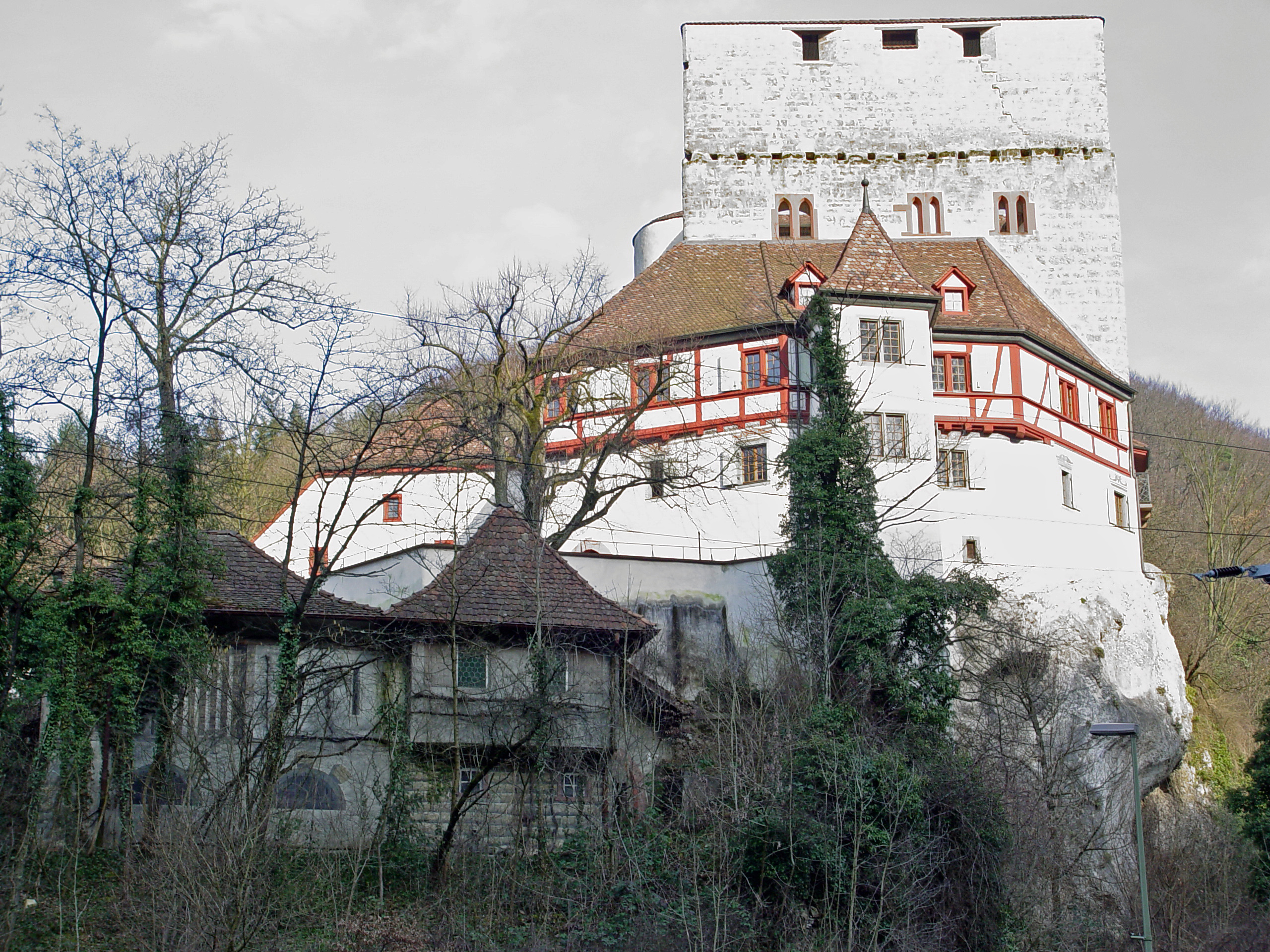
Schloss Angenstein von der Hauptstrasse gesehen. Die Gebäude vorne links sind nicht Bestandteil der Burg, sondern der getarnte Armeebunker A 3476 Hauptwerk Ost

Die Sperrstelle Angenstein gilt als militärhistorisches Denkmal von nationaler Bedeutung. Die kleineren Gebäude unten am Schloss sind getarnte Betonbunker des Infanteriewerks Angenstein A 3476, Hauptwerk Ost (mit Geschütz-Öffnungen) der Schweizer Armee (Grenzbrigade 4) aus dem Zweiten Weltkrieg. Der Zugang zum dreistöckigen Werk erfolgt von Südwesten her oder aus dem darunter liegenden Eisenbahntunnel. Die «Schlosstarnung» wurde erst in den 1960er Jahren erstellt. Das Gegenwerk West ist das Infanteriewerk Muggenberg A 3476. Die Bunker gehören dem Kanton, werden von der Offiziersgesellschaft beider Basel OGBB unterhalten und können auf Anfrage besichtigt werden.
- Infanteriewerk Angenstein A 3476 Hauptwerk Ost ⊙
- Infanteriewerk Muggenberg A 3476 Gegenwerk West ⊙

## Bilder

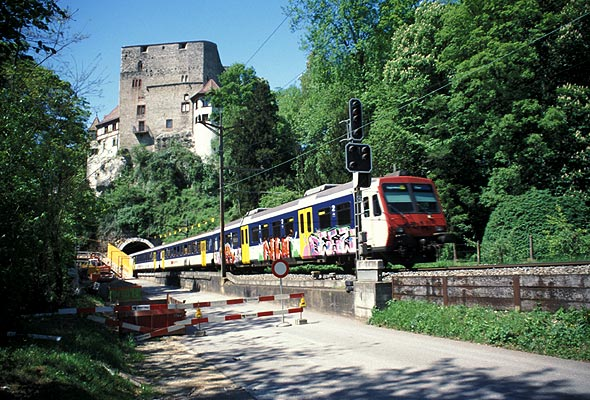
Eisenbahntunnel unter Schloss Angenstein
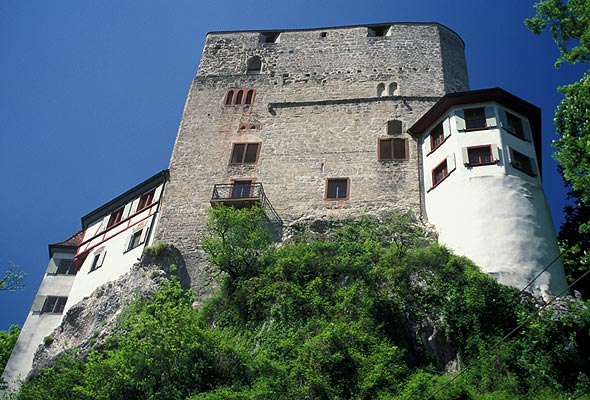
Das Schloss überblickt die Talenge